# Иванов, Игорь Владимирович (певец)
И́горь Влади́мирович Ивано́в (род. 15 июня 1953, Москва) — советский и российский эстрадный певец. Первый исполнитель песен «Прощай», «Песенка про сапожника», «Из вагантов».

## Биография
Игорь Владимирович Иванов родился 15 июня 1953 года в Москве. Отец - график-иллюстратор. Мать - бухгалтер.
Его семья не была творческой, но любила музыку. С детства Игорь увлекался пением и игрой на гитаре, записался в студию игры на гитаре, собрал свой первый ансамбль в 7-м классе. Он не оставил музыку и после школы, работая на заводе. Игорь и его группа "Радуга" имели успех на различных концертах и конкурсах. В 1972 году он начал работать в ВИА "Театр Эстрады".
В 1975 году он, солист коллектива «Лейся, песня», исполнил ставшую впоследствии хитом песню «Прощай». Запоминающийся голос певца привлёк внимание Давида Тухманова, пригласившего Иванова на запись диска «По волне моей памяти». Песня «Из вагантов» («Песенка студента») быстро получила популярность.
В середине 80-х был участником и ведущим популярной телевизионной программы «Шире круг».
В 1981 году певец стал работать в Росконцерте в созданном им ВИА «Салют», позднее группа «Икс», он много гастролировал.
В 1981 году выходит первый сольный миньон Иванова, куда вошли такие песни, как «Любовь надо беречь», «Уходит любовь», «Больше ничего», «Я помню всё».
В 1983 году по опросу журнала «Смена» Игорь Иванов вошёл в список самых популярных исполнителей страны.
В 1985 году участвовал в Международном фестивале эстрадной песни «Гала-85» в Гаване (Куба).
После распада СССР он стал всё реже появляться на телевидении и радио, на больших концертах. Однако это не помешало Иванову гастролировать по всему миру.
На рубеже веков участвовал в интернациональных фестивалях «Славянский базар» и «Золотая фортуна», на последнем был награждён Дипломом лауреата в номинации «За вклад в развитие песенного искусства».
В 1999 году принял участие в программе «Два рояля».
В 2003 году состоялся юбилейный концерт Игоря Иванова в Кремле.
В 2008 году Иванов был награждён Министерством культуры РФ «За высокие достижения». В 2009 году у певца вышел диск под названием «Поцеловать весну». В 2014 году министр культуры вручил от имени президента государственные награды деятелям культуры и искусства, среди них был Игорь Иванов.
Выступал на музыкальном фестивале «Мой адрес — Советский Союз».
Сегодня Игорь Иванов продолжает активно гастролировать и давать концерты.

## Семья
жена - Зинаида Иванова;
дети - сын Сергей, дочь Анастасия, дочь Дарья;
пять внуков

## Песни (вокал)
- 17 лет (Анатолий Днепров — Владимир Харитонов) (песню также исполняла Людмила Барыкина в составе ВИА «Надежда»)
- Алло, Алёна (Давид Тухманов — Михаил Пляцковский) (оригинальная фонограмма)
- Ангелы, верните нам любовь (Игорь Иванов — С. Берсенев) (2005)
- Ать-Два (Игорь Иванов — М. Райкин)
- Белая бумага (Оскар Фельцман — Наум Олев) (фонограмма Андрея Грегера, ВИА «Поющие сердца»)
- Больше не хочу (Александр Журбин — ?) — дуэт с неизвестной певицей
- Больше ничего (Борис Ривчун — Виктор Гин)
- В книжке записной (Илья Словесник — Г. Борисов) (с ВИА «Надежда»)
- Верни мне зори вешние (Олег Иванов — Андрей Дементьев, Лев Ошанин) (с ВИА «Надежда»)
- Вы мне не поверите (Давид Тухманов — Владимир Харитонов)
- Генерал (Л. Тимошенко — Ю. Кузнецов) (с диска «Догорает день», 1993)
- Две жизни (Л. Тимошенко — В. Хaтюшин) (с диска «Догорает день», 1993)
- День Рождества (Б. Березина — А. Лукашин) (с диска «Пусть к небу летит молитва», 2001)
- До отправленья поезда (Александра Пахмутова — Николай Добронравов) (с ВИА «Надежда»)
- Догорает день (Владимир Титов — А. Куприн)
- Из вагантов (песенка студента) (Давид Тухманов — ваганты, вольный перевод Льва Гинзбурга)
- Как хорошо (Максим Дунаевский — Наум Олев) (с орестром под управлением Константина Кримца)
- Кто виноват (Виктор Резников) (с ВИА «Надежда»)
- Кто тебе сказал (Вячеслав Добрынин — Леонид Дербенёв)
- Лотерейный билет (Александр Шульга — Владимир Харитонов) (воспроизводилась на грампластинке «Для вас, женщины», 1978)
- Люблю тебя (Игорь Якушенко — Владимир Харитонов) — дуэт с Людмилой Шабиной (с ВИА «Надежда»)
- Любовь, комсомол и весна (Александра Пахмутова — Николай Добронравов) (с ВИА «Надежда»)
- Любовь надо беречь (Владимир Мигуля — Александр Жигарев)
- Медовый месяц (Владимир Мигуля — Михаил Танич)
- Мы все умрём когда-нибудь (Л. Тимошенко — А. Лукашин) (с диска «На крыльях веры», 1999)
- Мы с тобой танцуем (Давид Тухманов — Владимир Харитонов) (оригинальная фонограмма)
- Навсегда (Роман Майоров — Илья Резник) — дуэт с Людмилой Шабиной (с ВИА «Надежда»)
- Не надо (Сергей Дьячков — Онегин Гаджикасимов)
- Новая дорога (Александра Пахмутова — Марк Лисянский) (с ВИА «Надежда»)
- Ночные миражи (Игорь Иванов — Сергей Алиханов)
- Ну чем мы не пара (Евгений Крылатов — Михаил Пляцковский)
- Облака в реке (Анатолий Днепров — Игорь Кохановский)
- Печальная (Олег Каледин)
- Помоги мне, дождик (Вячеслав Добрынин — Наум Олев) (с ВИА «Лейся, песня», 1975)
- Признание (Игорь Крутой — Александр Жигарев, Сергей Алиханов)
- Признание (Виктор Резников)
- Прощай (Вячеслав Добрынин — Леонид Дербенёв) — первый исполнитель; бо́льшую известность песня получила в исполнении Льва Лещенко
- Прощальный дождь (Борис Емельянов — Михаил Шабров, Виктор Дюнин) (первый исполнитель — Валерий Ободзинский, у которого эта песня по неизвестным причинам не вышла; Игорь Иванов записал свой вариант на ту же инструментальную фонограмму)
- Рыжий (Игорь Тальков)
- Слова (Сергей Дьячков — Онегин Гаджикасимов) (концертная запись с ВИА «Поющие сердца»)
- Счастья дни (Л. Тимошенко — А. Лукашин) (с диска «На крыльях веры», 1999)
- Ты не забудешь обо мне (Давид Тухманов — Игорь Кохановский) (оригинальная фонограмма с ВИА «Лейся, песня»)
- Ты придёшь (Олег Иванов — Лев Ошанин) (с ВИА «Надежда»)
- Ты читаешь на ходу (Игорь Крутой — Александр Жигарев, Сергей Алиханов)
- Ты шагаешь мне навстречу (с ВИА «Лейся, песня»)
- Я не умею танцевать (Виктор Резников — Юрий Бодров)
- Я прошу, вернись (Сергей Миклашевский — Людмила Воробкова)
- Яростный стройотряд (Александра Пахмутова — Николай Добронравов) (с ВИА «Надежда»)[1]

## Интервью
- Колпаков Валерий. Игорь Иванов — голос Советского Союза и «Голос Америки»: Интервью с Игорем Ивановым. Вокально-инструментальная эра (2006). Дата обращения: 19 февраля 2017.
- Гудин Сергей. Интервью с Игорем Ивановым. Не хлебом единым. Вторая жизнь (2009). Дата обращения: 20 марта 2017.
- Авдеев Дмитрий. Игорь Иванов: «С Владиком Андриановым у нас были совершенно разные голоса!» Петропавловск kz — ИА REX-Казахстан (5 февраля 2015). Дата обращения: 10 января 2017.
- Васянин Андрей. На чужой планете. Сорок лет назад в СССР вышел диск «По волне моей памяти» // Российская газета. — 2016. — 24 ноября.

## Озвучивание мультфильмов
- 1979 — Золушка — принц

## Участие в документальных фильмах
- Михалёв Алексей. На своей волне: Документальный фильм. Россия-24 (1 января 2017). Дата обращения: 16 января 2017. (видео)

## Награды
- Благодарность Президента Российской Федерации (23 июня 2014 года) — за достигнутые трудовые успехи, заслуги в гуманитарной сфере, активную общественную деятельность и многолетнюю добросовестную работу[2]